# Брат или брак 2
«Брат или Брак 2» — казахский комедийный фильм. Продолжение кинокартины 2017 года и вторая работа Куралай Анарбековой в качестве генерального продюсера. Сценарий к фильму был написан Алишером Утевым. Он же выступил в качестве режиссера. 
Фильм вышел в казахский кинопрокат 31 января 2019 года. Созданием киноленты занималась компания Corich Group (руководитель Куралай Анарбекова).

## Синопсис
Супруги Айдар и Гаухар счастливы, в их отношениях с родственниками случился перелом, старшие братья Гаухар наконец-то приняли зятя. Они регулярно играют в одной команде в футбол. А тут происходит радостное событие: в семье Айдара скоро появится первенец. Но счастье супругов омрачается одним печальным обстоятельством. Оказывается, Айдар подвержен болезни, которой страдает по статистике 11 процентов мужчин. Это синдром кувад, или симпатическая беременность. Страдающие кувад мужчины испытывают те же неприятные ощущения, что и их беременные жены. Так что Айдару предстоит испытать на собственном опыте, что такое токсикоз, изжога, чувствительность к запахам, резкая смена настроения, боли в спине – полный набор, с которым знакома любая женщина, выносившая ребенка. И неприятности грозят не только Айдару. На кону стоит победа его футбольной команды в чемпионате любительской лиги. Нельзя подводить родственников. Айдар принимает решение пойти на самые экстремальные меры для борьбы с болезнью.

## В ролях
- Куралай Анарбекова — Гаухар
- Даурен Сергазин — Айдар
- Бауыржан Каптагай - Аман
- Мурат Бисенбин - Асан
- Абунасыр Сериков - Канапия
- Олжас Жанабеков - Бага
- Тауекел Муслим - Марсель
- Азамат Уланов - Сакенчик
- Данияр Джумадилов - Дося
- Нина Жмеренецкая  - Каролина

## Съёмочная группа
- Генеральный продюсер: Куралай Анарбекова
- Авторы сценария: Алишер Утев, Сергей Литовченко, Арыстан Каунев
- Режиссёр-постановщик: Алишер Утев
- Оператор-постановщик: Шерхан Тансыкбаев